# Thomas King
Thomas King, držitel Řádu Kanady (* 24. dubna 1943), je kanadský spisovatel a reportér. Nejčastěji píše o původních obyvatelích Severní Ameriky. V roce 2003 byl požádán, aby přednesl jednu z Massey Lectures na Harvardově univerzitě. Stal se tak první přednášející osobou domorodého původu.

## Život
Narodil se v Sacramentu v Kalifornii. Původem je Čerokí, Řek a Německý Američan. V dospělosti emigroval do Austrálie, kde několik let pracoval jako fotoreportér.
V roce 1980 se King přestěhoval do Kanady. Tam na počátku 80. let vyučoval na Univerzitě v Lethbridge. Působil také jako člen fakulty na Katedře studií severoamerických indiánů na Univerzitě v Minnesotě. V současné době je profesorem angličtiny na Univerzitě v Guelphu a ve městě Guelphu v Ontariu také žije. Je i autorem komediální show The Dead Dog Cafe Comedy Hour na rádiu CBC Radio One.
V roce 2007 natočil King svůj první film I'm Not The Indian You Had In Mind (volně přeloženo jako Nejsem ten Indián, za kterého mne máte). Jedná se o krátký film, ve kterém byl King i scenáristou.
V říjnu 2008 Thomas King kandidoval ve městě Guelph ve federálních volbách za stranu New Democratic Party, skončil ale čtvrtý.

## Dílo
King je autorem (a editorem) řady románů, do češtiny byl zatím ale přeložen pouze jeden (Městečko Medicine River).
- Native in Literature - 1987 (editor)
- An Anthology of Short Fiction by Native Writers in Canada - 1988 (editor)
- Městečko Medicine River - 1990; do češtiny přeloženo 1995
- All My Relations - 1990 (editor)
- A Coyote Columbus Story - 1992 (Ilustrace William Kent Monkman; nominováno na cenu 1992 Governor General's Awards)
- Green Grass, Running Water - 1993 (nominováno na cenu 1993 Governor General's Awards), nejznámější Kingův román
- One Good Story, That One - 1993
- Borders - 1993
- Coyotes Sing to the Moon - 1998 (Ilustrace Johnny Wales)
- Truth and Bright Water - 1999
- Dreadful Water Shows Up - 2002 (pod pseudonymem Hartley GoodWeather)
- The Truth About Stories - 2003
- Coyote's New Suit - 2004 (Ilustrace Johnny Wales)
- A Short History of Indians in Canada - 2005
- The Red Power Murders: A DreadfulWater Mystery - 2006 (pod pseudonymem Hartley GoodWeather)

King je také autorem komediální show The Dead Dog Café Comedy Hour vysílané na Kanadském rádiu CBC Radio v letech 1997-2000 a jejího pokračovaní, které se vysílalo v letech 2002 a 2006.

## Nominace a ocenění
- Nominován na cenu 1992 Governor General's Awards v roce 1992 za povídku A Coyote Columbus Story.
- Nominován na cenu 1993 Governor General's Awards v roce 1993 za román Green Grass, Running Water.
- V roce 2003 byl vybrán Canadian Broadcasting Corporation (CBC), aby přednesl Massey Lectures. Série těchto přednášek, nazvaná "The Truth About Stories", byla později vydána pod názvem House of Anansi Press.
- Román Green Grass, Running Water byl zařazen do soutěže Canada Reads a podporován tehdejším starostou Winnipegu Glenem Murrayem.
- V roce 2004 byl ustanoven držitelem Řádu Kanady.
- Kniha A Short History of Indians in Canada získala v roce 2006 cenu McNally Robinson Aboriginal Book of the Year Award.